# Jamie Carragher
James Lee Duncan Carragher (født 28. januar 1978 i Bootle, England) er en tidligere engelsk fodboldspiller, som spillede i forsvaret hos Liverpool. Han er også tidligere landholdsspiller for det engelske landshold hvor han opnåede 38 kampe. Han har igennem hele sin seniorkarriere spillet for Liverpool, som han blandt andet har vundet UEFA Champions League med. Han har spillet over 700 kampe for Liverpool og er hermed en af de de personer der har spillet flest kampe for klubben. Han har desuden til dags dato officielt scoret 5 senior mål for sin klub. Han har desuden vundet FA Cup 2 gange, UEFA cup 1 gang, Football League Cup (Liga cup) 3 gange, UEFA Super Cup 2 gange og Community Shield 2 gange. Han er også kendt for sit velgørenhedsarbejde. Han er også den person der har spillet for Liverpool flest gange.